# Ameivula cipoensis
Ameivula cipoensis — вид ящірок родини теїдових (Teiidae). Ендемік Бразилії. Описаний у 2014 році.

## Поширення й екологія
Ameivula cipoensis мешкають у горах Серра-ду-Сіпо у штаті Мінас-Жерайс. Вони живуть на кам'янистих луках кампос-рупестрес, зустрічаються на висоті від 900 до 1200 м над рівнем моря.